# Чемпионат СССР по хоккею на траве среди женщин
Чемпионат СССР по хоккею на траве среди женщин — ежегодное соревнование советских женских команд по хоккею на траве. Проводился в 1979—1991 годах. 

## Призёры
| Год  | Золото                         | Серебро                            | Бронза                             |
| 1979 | «Андижанка» (Андижан)          | «Спартак» (Московская область)     | «Спартак» (Москва)                 |
| 1980 | «Андижанка» (Андижан)          | «Спартак» (Московская область)     | «Связист» (Алма-Ата)               |
| 1981 | «Спартак» (Московская область) | СКИФ (Москва)                      | «Андижанка» (Андижан)              |
| 1982 | СКИФ (Москва)                  | «Спартак» (Московская область)     | «Связист» (Баку)                   |
| 1983 | «Колос» (Борисполь)            | СКИФ (Москва)                      | «Политотдел» (Ташкентская область) |
| 1984 | СКИФ (Москва)                  | «Колос» (Борисполь)                | «Крылья Советов» (Москва)          |
| 1985 | «Колос» (Борисполь)            | СКИФ (Москва)                      | «Таурас» (Шяуляй)                  |
| 1986 | «Андижанка» (Андижан)          | «Колос» (Борисполь)                | СКИФ (Москва)                      |
| 1987 | «Колос» (Борисполь)            | «Андижанка» (Андижан)              | СКИФ (Москва)                      |
| 1988 | «Колос» (Борисполь)            | СКИФ (Москва)                      | «Андижанка» (Андижан)              |
| 1989 | «Колос» (Борисполь)            | «Политотдел» (Ташкентская область) | СКИФ (Москва)                      |
| 1990 | «Андижанка» (Андижан)          | «Колос» (Борисполь)                | СКИФ (Москва)                      |
| 1991 | «Колос» (Борисполь)            | «Андижанка» (Андижан)              | «Ситора» (Бухара)                  |